# 北悉尼 (新斯科舍省)
北悉尼（Scottish Gaelic: Am Bàr）是一个曾经的镇，位于新斯科舍省。现为Cape Breton的一个社区。

北悉尼位于悉尼海湾的北部。布雷顿角岛的东海岸。北悉尼是加拿大大西洋沿岸的一个重要据点。